# Alma – Marceau (Métro Paris)

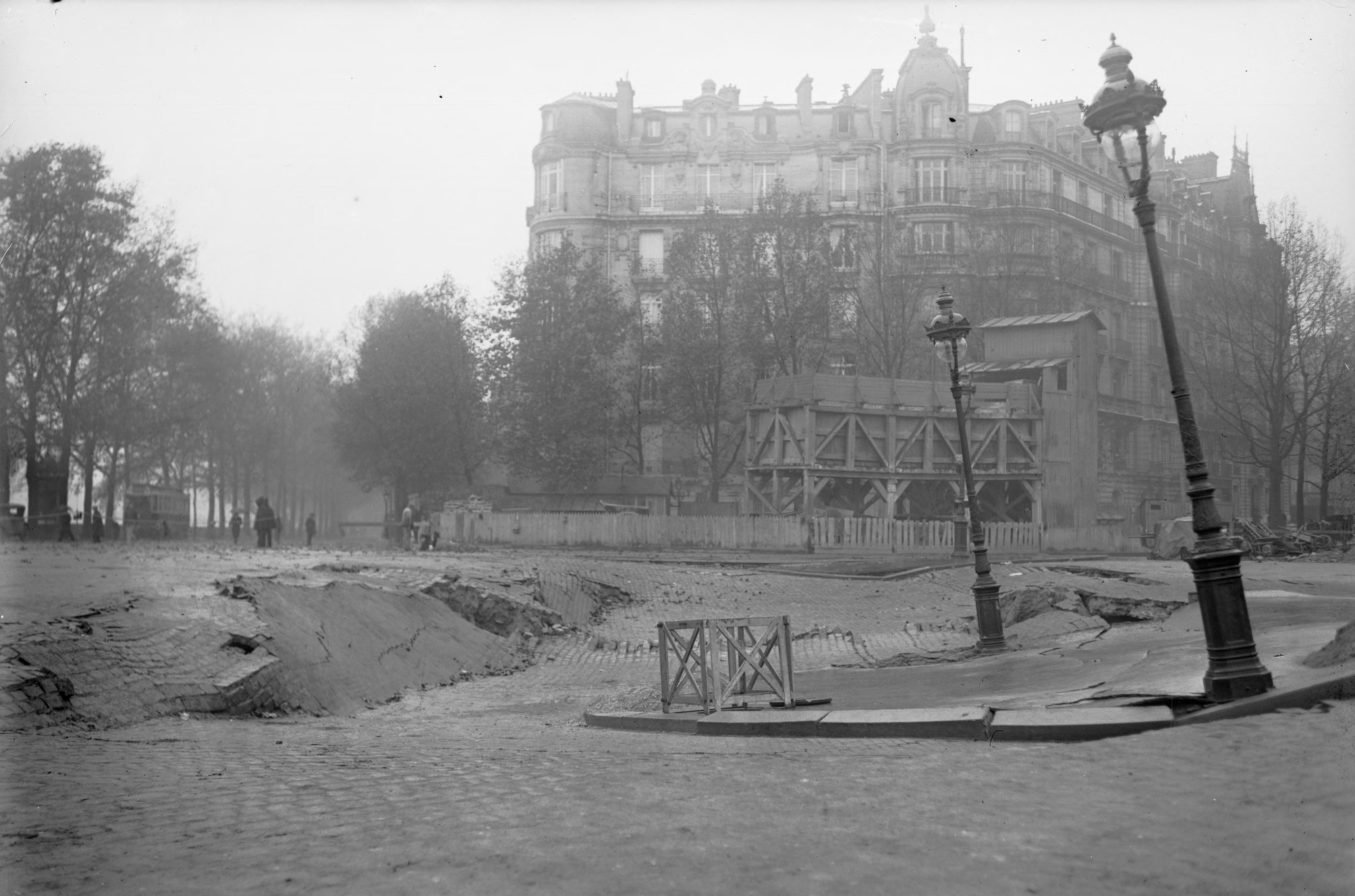
Bodensenkung der Place de l’Alma beim Bau der Station, 1915

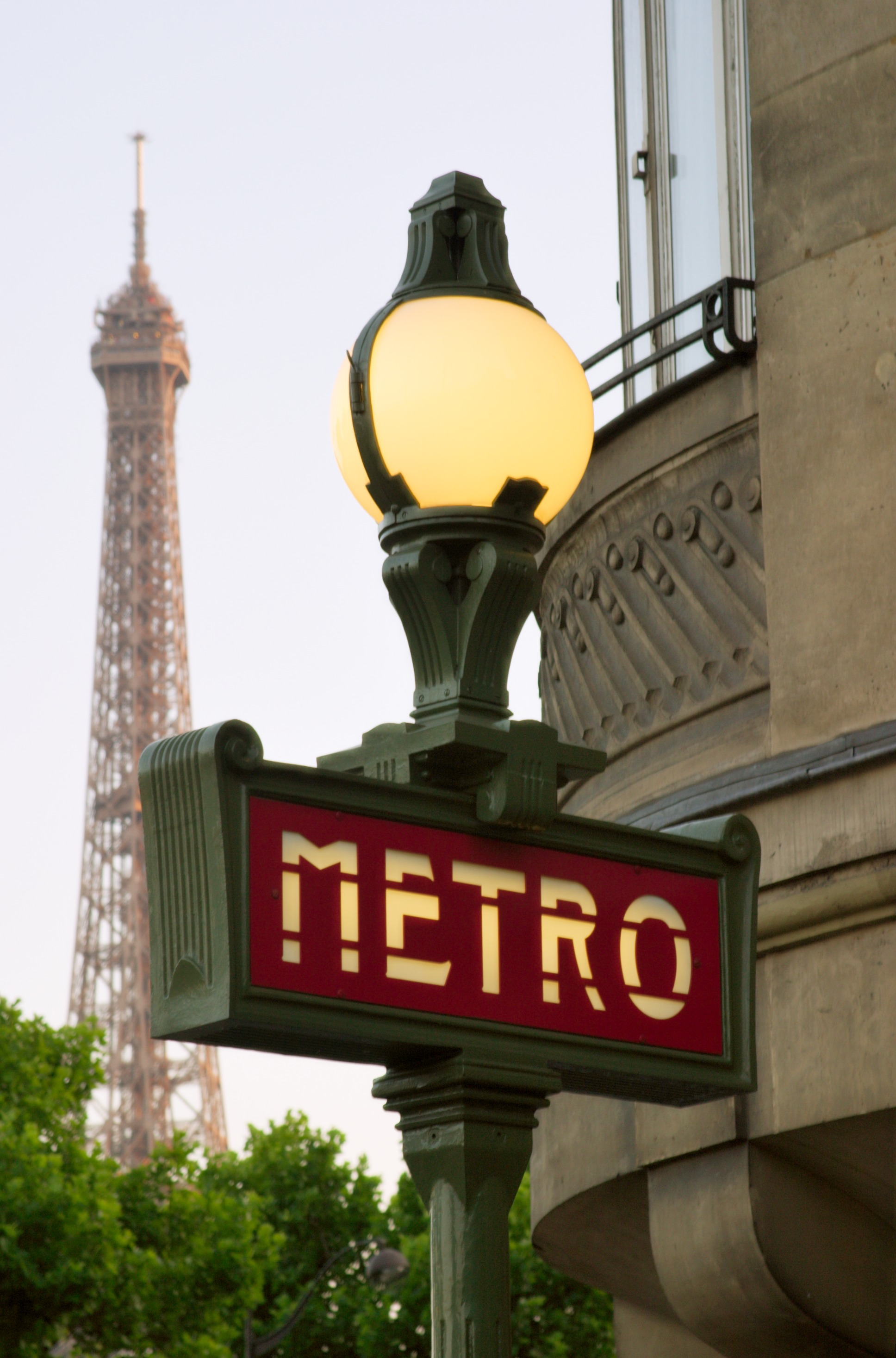
Einer von zwei Kandelabern des Typs „Dervaux“ am südlichen Zugang

Alma – Marceau [alma maʁso] ist eine unterirdische Station der Linie 9 der Pariser Métro. Es besteht die Umsteigemöglichkeit zum S-Bahn-ähnlichen Réseau Express Régional (Linie RER C) über die Brücke Pont de l’Alma zum ca. 200 m entfernten, am anderen Seineufer gelegenen Bahnhof Pont de l’Alma.

## Lage
Die Station befindet sich an der Grenze des Quartier des Champs-Élysées im 8. Arrondissement mit dem Quartier de Chaillot im 16. Arrondissement von Paris. Sie liegt längs unter der Avenue du Président Wilson an deren östlichem Ende unweit der Seine.

## Name
Benannt ist die Station nach der Place de l’Alma und der die Avenue du Président Wilson kreuzenden Avenue Marceau.
Die Alma ist ein Fluss auf der Halbinsel Krim. In der Schlacht an der Alma besiegten 1854 im Krimkrieg französische und britische Truppen das russische Heer. François Séverin Marceau, der an der Erstürmung der Bastille teilgenommen hatte, wurde bereits im Alter von 23 Jahren General der Ersten Französischen Republik.

## Geschichte
Am 6. November 1915 brach während der Bauarbeiten das Gewölbe des U-Bahnhofs ein, woraufhin sich die Straßendecke der Place de l’Alma senkte. Mit der Inbetriebnahme der ersten Verlängerung der Linie 9 von Trocadéro bis Saint-Augustin am 27. Mai 1923 wurde die Station eröffnet.

## Beschreibung
Die Station ist 75 m lang und weist zwei Seitenbahnsteige an den beiden Streckengleisen auf. Sie hat einen ellipsenförmigen Querschnitt, Decke und Wände sind weiß gefliest. In westlicher Richtung folgt die Strecke in einer ungefähren 45°-Kurve dem Verlauf der Avenue du Président Wilson, am östlichen Stationsende folgt eine 90°-Kurve, mit der die Avenue Montaigne erreicht wird.
Einen der Zugänge schmücken zwei von Adolphe Dervaux im Stil des Art déco entworfene Kandelaber.

## Fahrzeuge

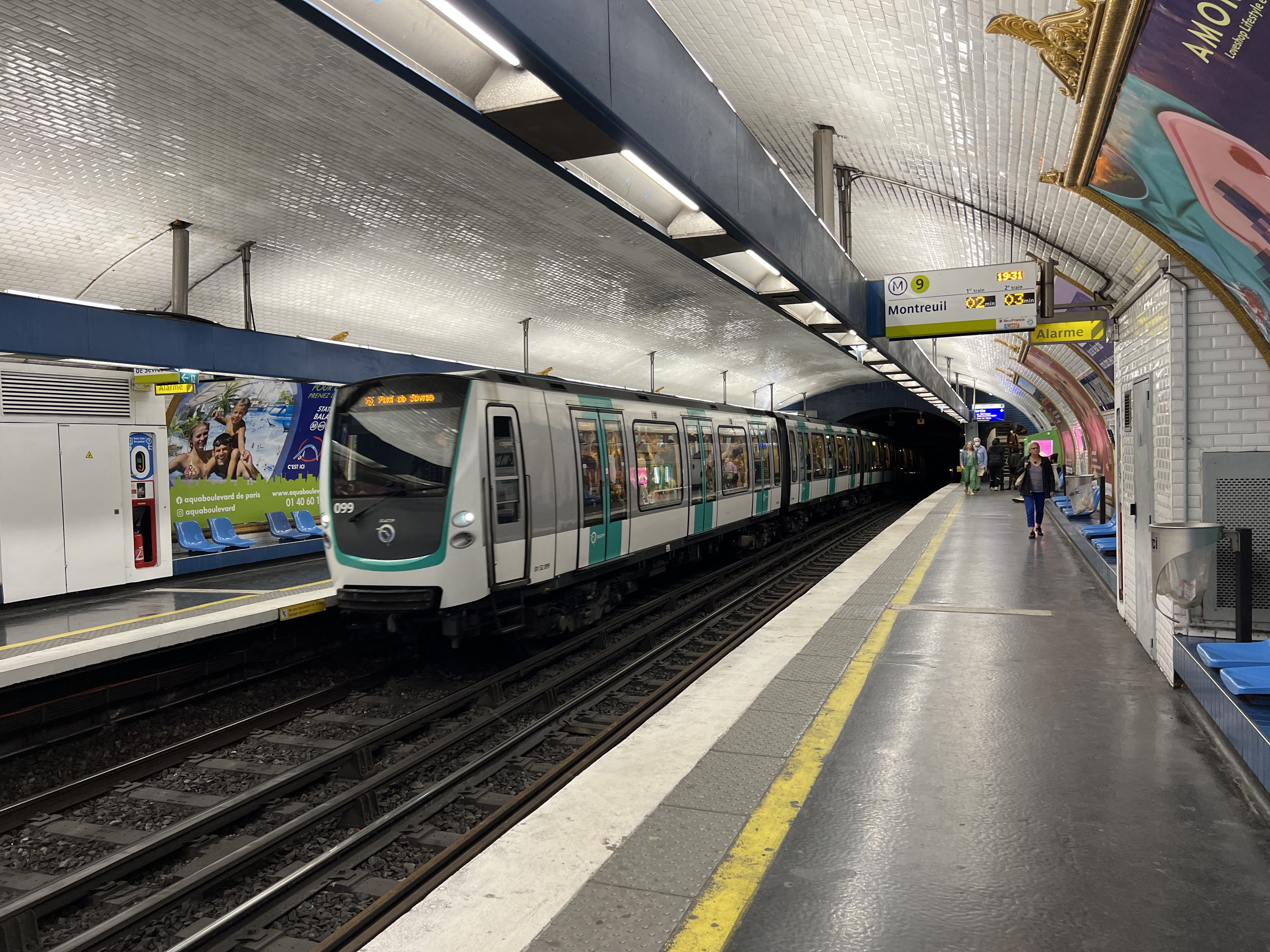
Zug der Baureihe MF 01 bei der Einfahrt in Richtung Pont de Sèvres

Die Linie 9 wird mit konventionellen Fahrzeugen betrieben, die auf Stahlschienen verkehren. Zunächst verkehrten Züge der Bauart Sprague-Thomson, die dort ihr letztes Einsatzgebiet hatten. 1983 kam die Baureihe MF 67 auf die Strecke. Seit Oktober 2013 kam zunehmend die Baureihe MF 01 zum Einsatz, am 14. Dezember 2016 verkehrte der letzte MF-67-Zug auf der Linie 9.

## Umgebung
In unmittelbarer Nähe befindet sich das Kabarett Crazy Horse. Auf der Place de l’Alma steht seit 1989 die Flamme de la Liberté, eine maßstabgetreue Nachbildung der Fackel der New Yorker Freiheitsstatue.